# Dyakinodes kurandensis
Dyakinodes kurandensis är en kackerlacksart som beskrevs av Roth, L. M. 1990. Dyakinodes kurandensis ingår i släktet Dyakinodes och familjen småkackerlackor. Inga underarter finns listade i Catalogue of Life.